# Bonito (Italië)
Bonito is een gemeente in de Italiaanse provincie Avellino (regio Campanië) en telt 2549 inwoners (31-12-2004). De oppervlakte bedraagt 18,6 km², de bevolkingsdichtheid is 144 inwoners per km².

## Demografie
Bonito telt ongeveer 915 huishoudens. Het aantal inwoners daalde in de periode 1991-2001 met 6,5% volgens cijfers uit de tienjaarlijkse volkstellingen van ISTAT.
| Jaar | Inwoneraantal |
| ---- | ------------- |
| 1991 | 2767          |
| 2001 | 2588          |

## Geografie
De gemeente ligt op ongeveer 490 meter boven zeeniveau.
Bonito grenst aan de volgende gemeenten: Apice.